# Joseph B. Tyson
Joseph Blake Tyson (* 30. August 1928 in Charlotte, North Carolina) ist ein amerikanischer methodistischer Theologe und Hochschullehrer. Tyson lehrte bis zu seiner Emeritierung an der Southern Methodist University. Sein Fachgebiet ist die Erforschung des Neuen Testaments. Tyson war zudem in der „Western North Carolina Conference of the United Methodist Church“ als Geistlicher für den Distrikt Catawba Valley in Catawba County tätig.

## Leben
Tyson erwarb seinen Bachelor of Arts und Bachelor of Divinity an der Duke University in Durham im Bundesstaat North Carolina und sein Ph.D. am Union Theological Seminary in New York. Er war insgesamt von 1958 bis 1998 an der Southern Methodist University tätig, und zwar von 1958 bis 1960 als Assistenzprofessor, von 1960 bis 1965 als assoziierter Professor und ab 1965 als ordentlicher Professor. In den Jahren 1965–1975 und 1986–1993 war er auch Vorsitzender der Abteilung. Seine Forschungsschwerpunkte waren neutestamentliche Studien, die Geschichte des frühen Christentums und die jüdisch-christlichen Beziehungen.
Viele seiner Veröffentlichungen beziehen sich auf die Texte des Autors des Evangeliums nach Lukas und der Apostelgeschichte. Eine seiner Studien galt Marcion und dem Autor der lukanischen Schriften. Hier vertritt er die Auffassung, dass das ‚marcionitische Evangelium‘ mit einer ursprünglichen Fassung des Lukasevangeliums eines der ersten Evangelien überhaupt gewesen sei und das spätere  Evangelium nach Lukas und die dem Autor zugeschriebene  Apostelgeschichte nur als Antwort auf das ‚marcionitische Evangelium‘ hin verfasst worden sei. Weitere frühere Arbeiten umfassen Lukas und das Judentum.

## Werke (Auswahl)
- A Study of Early Christianity. Macmillan, New York 1973
- zusammen mit Thomas R.W. Longstaff: Synoptic Abstract Wooster. Biblical Research Associates, Ohio 1978
- The New Testament and Early Christianity. Macmillan Publishing Co., New York 1984
- zusammen Arthur J. Bellinzoni, Jr., and William O. Walker, Jr.: The Two Source Hypothesis: A Critical Appraisal. Mercer University Press, Macon 1985
- The Death of Jesus in Luke-Acts. University of South Carolina Press, Columbia 1986
- zusammen mit Mikeal Carl Parsons, Henry Joel Cadbury, Knox, Charles H. Talbert.: Luke-Acts in the Twentieth Century. Scholars Press, Atlanta 1992
- Images of Judaism in Luke-Acts. University of South Carolina Press, Columbia 1992
- Luke, Judaism, and the Scholars: Critical Approaches to Luke-Acts.  University of South Carolina Press, Columbia 1999
- Marcion and Luke-Acts: A Defining Struggle. University of South Carolina Press, Columbia 2006, ISBN 978-1-570-0365-0-7
- Acts and Christian Beginnings: The Acts Seminar Report. Polebridge, Salem, OR 2013
- Anti-Judaism in Marcion and His Opponents. Studies in Christian-Jewish Relations Volume 1 (2005–2006): S. 196–208